# Éliane Beaupuy-Manciet
Pour les articles homonymes, voir Manciet (homonymie).
 (mars 2016).
Si vous disposez d'ouvrages ou d'articles de référence ou si vous connaissez des sites web de qualité traitant du thème abordé ici, merci de compléter l'article en donnant les références utiles à sa vérifiabilité et en les liant à la section « Notes et références ».
Éliane Beaupuy-Manciet, née à Bordeaux le 8 février 1921 et morte le 3 juin 2012 à La Teste-de-Buch, est une artiste peintre, graveuse, et illustratrice française.
Lauréate du prix de Rome en peinture de 1947, elle est cofondatrice et directrice de l'école des beaux-arts de Sète.

## Biographie
Éliane Beaupuy est la troisième fille de Max jean Gilbert Beaupuy (né en 1886), mécanicien au chemin de fer, et de son épouse Amélie Labeyrie. Petite fille, elle fréquente l'école Victor-Duruy, puis l'école Condorcet. Frappée par la poliomyélite encore fillette, elle va se réfugier dans le dessin. C'est avec succès qu'elle fut opérée par le professeur Rocher qui lui amoindrit son handicap.
En 1940, elle est admise à l'école des beaux-arts de Bordeaux dans l'atelier de François-Maurice Roganeau, et réussit le concours organisé par la ville de Bordeaux en 1942 qui lui octroie une bourse lui permettant de s'inscrire le 10 novembre 1942 à l'École nationale supérieure des beaux-arts à Paris dans l'atelier de Jean Dupas (1882-1964).
En 1947, elle concourt pour le prix de Rome dont le sujet est Les Parques. L'Académie des beaux-arts lui décerne le grand prix de peinture le 4 juillet 1947. Dans le même temps, elle participe au Salon des artistes français. La même année, les Éditions Sapienta lui commandent les illustrations pour Les Olympiques d'Henry de Montherlant.
Le 6 décembre 1947, elle épouse Jean-Raymond Manciet. Elle est pensionnaire de la villa Médicis à Rome jusqu'en 1951. Elle y accueillera pour une semaine, la première année de son séjour, deux condisciples de l'atelier Dupas : Frédéric Vidalens et Jean-Pierre Alaux, partis de Paris à bicyclette pour rallier Rome[réf. nécessaire].
De retour en France, elle reçoit le premier prix de la ville de Bordeaux, et c'est en compagnie de son mari qu'elle part en 1954 à la découverte de l'Espagne, passant à Madrid.
Rentrés en France, le couple s'installe à Arcachon et elle donne ses premiers cours de dessin aux élèves du cours complémentaire Condorcet. En 1956, elle propose, sans succès, sa candidature d'enseignante à l'école des beaux-arts de Bordeaux. Le couple part alors s'installer à Sète, où son époux exerce une activité d'ostréiculteur, et où elle enseigne son art dans ce qui est devenu l'école des beaux-arts de Sète, dont elle est la directrice de 1962 à 1987.
Peintre figuratif, elle se tourne en 1960 vers l'abstraction et pratique la gravure sur bois.
Une paralysie des mains la contraint à mettre un terme à son œuvre à la maison de retraite de la Teste, où elle meurt le 3 juin 2012 des suites d'un accident cardio-vasculaire. Sans enfant, elle lègue le fonds de ses œuvres à sa nièce.
Plusieurs personnalités ont rendu hommage au travail d'Éliane Beaupuy-Manciet,,,,,.

## Réception critique
- « Elle fit volontairement abnégation de son art pour éveiller enfants et adolescents à la création artistique et particulièrement aux recherches graphiques et picturales » — François Liberti, député-maire de Sète[10]
- « Enseignant certes, créateur plus encore. Par la magie de son art qui élimine le superflu, réduit l'essentiel jusqu'à le mettre en péril, Éliane Beaupuy-Manciet nous invite à la fois au rêve et à la réflexion, à la féerie et à la rigueur. Avec bonheur elle met son métier très sûr et sa passion pour toutes les techniques, au service d'une délicate sensibilité, d'une poésie qui font que rien n'est laissé au hasard ; jamais, malgré la grande liberté de transposition, le contact avec la nature et l'objet n'est perdu… » — André Freises, conservateur du musée Paul-Valéry[réf. nécessaire]

## Œuvres

### Œuvres dans les collections publiques
- En France
  - Paris, École nationale supérieure des beaux-arts : Les Parques (prix de Rome)[11] ;
  - Bordeaux, musée des Beaux-Arts : Nature morte (Evocation de la mer)[12]
  - Sète, musée Paul-Valéry ;
- En Italie
  - Rome, villa Médicis

### Illustrations
- Henry de Montherlant, Les Olympiques, Éditions Sapienta, Paris, 1947.

## Salons
- 1947 : Salon des artistes français.
- 1947 : Salon des indépendants.

## Expositions
- « Bordeaux, Les Intellectuels Indépendants », musée des beaux-arts de Bordeaux, 1953[13]
- « Œuvre gravé », bibliothèque municipale de Bordeaux, 1991[14]
- Cap-Ferret ;
- Eysines, rétrospective en 2008[15] ;
- Sète, musée Paul-Valéry, de décembre 1996 à février 1997 ;
- La teste de Buch, exposition à la galerie le Garage d'avril à mai 2011 en compagnie des œuvres de Monique le Louarne et d'Alain Mossu[16]
- La Teste de buch, exposition à la galerie La Source, 2012[17]
- Bordeaux, galerie des Beaux-arts, 2015, Bordeaux[18]
- La Teste-de-Buch, exposition à la galerie Le Garage du mois de mars à décembre 2016, organisée par la nièce de l'artiste la sculptrice Monique Bonnard-Le Louarne.

## Récompenses
- 1945 : prix Maguelonne-Lefebvre-Glaize
- 1947 : grand prix de Rome en peinture.
- 1951 : premier prix de la ville de Bordeaux pour Commerce des Isles.
- 1953 : grand prix de la ville de Paris au Salon des indépendants.

## Élèves notoires
- Robert Combas
- Hervé Di Rosa